# کرم‌ها: جشن جهانی
کرم‌ها: جشن جهانی (به انگلیسی: Worms World Party)  یک بازی ویدئویی تاکتیکی نوبتی مبتنی بر توپخانه است که در سال 2001 توسط تیم 17 توسعه یافته و دنباله‌ای برای بازی کرم‌ها آرماگدون در سری بازی‌های کرم‌ها است. همانند بازی‌های قبلی این سری، بازیکنان نوبت به نوبت تیم‌های خود را کنترل کرده و از گلوله‌های پرتابی، سلاح‌های گرم، مواد منفجره و تجهیزات موجود برای نابود کردن تمام تیم‌های مقابل و حرکت در نقشه‌ای مشخص و بسیار قابل تخریب استفاده می‌کنند.
اگرچه بازی کرم‌ها: جشن جهانی در زمان انتشار با استقبال نسبتاً خوبی روبرو شد، اما پس از آن واکنش‌های متناقضی از سوی جامعه کرم‌ها دریافت کرد. برخی آن را به‌عنوان بهبودی در مقایسه با یک بازی خوب قبلی دیدند، در حالی که دیگران آن را خیلی شبیه به نسخه قبلی دانستند و اعتقاد داشتند که برای بازیکنان کرم‌ها آرماگدون ارزشمند نیست. کرم‌ها: جشن جهانی آخرین عنوان دوبعدی در سری اصلی بازی بود قبل از اینکه به گرافیک سه‌بعدی منتقل شود، و کرم‌ها: 3 بعدی اولین بازی کامل سه‌بعدی در سری کرم‌ها بود.

اسکرین شات Worms World Party که چندین کرم و برخی از مناظر تغییر شکل یافته در اثر انفجار را نشان می دهد

## لینک های خارجی
- کرم‌ها: جشن جهانی در بانک اطلاعات اینترنتی فیلم‌ها (IMDb)
- Official website توسط Wayback Machine (بایگانی‌شده ۲۹ ژانویه ۲۰۰۴)
- Worms World Party at MobyGames